# Suzu (Išikawa)
Suzu (japonsky:珠洲市 Suzu-ši) je japonské město v prefektuře Išikawa na ostrově Honšú. Žije zde přes 14 tisíc obyvatel. Město je významným přístavem už od středověku. Ve městě působí několik středních škol a jen vysoká škola.

## Partnerská města
- Pelotas, Brazílie (září 1963)